# آواز تاجیک
آواز تاجیک (به تاجیکی: Овози тоҷик) یک روزنامه اجتماعی سیاسی به فارسی تاجیکی است که در تاشکند، ازبکستان به چاپ می‌رسد. این روزنامه متعلق به مجلس عالی و کابینه وزرای ازبکستان است.

## پیشینه
نخستین شماره این روزنامه در ۲۵ اوت ۱۹۲۴ در سمرقند تحت عنوان آواز تاجیکان کَمبَغَل (Овози тоҷикони камбағал - کمبغل واژه‌ای فارسی به معنی «بی‌نوا» و «ندار» است) منتشر شد. در همان سال نام روزنامه به آواز تاجیک (Овози тоҷик) تغییر یافت. نخستین سردبیر این روزنامه عبدالقیوم همرائف نام داشت. در بازه ۱۹۳۱ تا ۱۹۵۰ این روزنامه به حقیقت ازبکستان (Ҳақиқати Ӯзбекистон) تغییر نام داد و از ۱۹۵۰ تا ۱۹۶۱ ازبکستان سرخ (Узбекистони Сурх) نام گرفت و دگر بار از ۱۹۶۱ تا ۱۹۹۱ به عنوان حقیقت ازبکستان شناخته شد. این روزنامه در دوره شوروی به عنوان یکی از تریبون‌های کمیته مرکزی و حزب کمونیست جمهوری شوروی سوسیالیستی ازبکستان فعالیت می‌کرد و تیراژی برابر با ۳۵٬۰۰۰ نسخه داشت.
در سال ۱۹۹۱ پس از فروپاشی شوروی و استقلال ازبکستان، روزنامه به نام اصلی خود، یعنی آواز تاجیک، تغییر نام داد. از آن تاریخ این روزنامه به یکی از تریبون‌های رسمی مجلس عالی و کابینه وزرای ازبکستان به زبان فارسی تاجیکی تبدیل شده‌است. این روزنامه در سال ۱۹۹۴ برنده جایزه «گواهی افتخار جمهوری ازبکستان» شد.